# Хромопротеїни
Хромопротеїни (від грец. chroma — «фарба») — складні білки, що містять крім білкового компоненту зв'язану з ним забарвлену простетичну групу. Розрізняють гемопротеїни (містять гем), магнійпорфірини і флавопротеїни (містять похідні ізоалоксазину). Хромопротеїни мають ряд унікальних біологічних функцій: вони беруть участь в таких фундаментальних процесах життєдіяльності, як фотосинтез, клітинне дихання і транспорт кисню і диоксиду вуглецю у межах цілого організму, окисно-відновні реакції, сприйняття світла і кольору та інші.
Таким чином, хромопротеїни грають виключно важливу роль в процесах життєдіяльності. Наприклад, пригнічення дихальної функції гемоглобіну шляхом введення оксиду вуглецю (CO) або утилізації (споживання) кисню в тканинах шляхом введення синильної кислоти або її солей (ціанидів), що інгібують ферментні системи клітинного дихання, вмить призводить до смерті організму.
Хромопротеїни є неодмінними і активними учасниками акумуляції енергії, починаючи від фіксації сонячної енергії в зелених рослинах та багатьох мікроорганізмах, до її перетворень в організмі. Хлорофіл (магнійпорфірин) разом з білком забезпечує фотосинтетичну активність рослин, каталізує розщеплювання молекули води на водень і кисень (поглинанням сонячної енергії). Гемопротєїни (залізопорфірини), навпаки, каталізують зворотну реакцію — утворення молекули води, пов'язане із звільненням енергії.